# Bayanmönkhiin Narmandakh
Bayanmönkhiin Narmandakh (11 de maio de 1995) é um judoca emiradense. Competiu nos Jogos Olímpicos de Verão de 2024 em Paris, sendo eliminado na primeira fase.
Narmandakh Bayanmunkh, em representação dos Emirados Árabes Unidos, tem apresentado resultados notáveis, tendo conquistado o bronze nos Campeonatos do Mundo de Cadetes em Sarajevo (2015) e Santiago do Chile (2017). As suas conquistas recentes incluem o bronze no Grande Prémio de Zagreb (2022) e no World Masters da IJF de 2023, em Budapeste. Bayanmunkh garantiu o bronze nos eventos do Grand Slam em Abu Dhabi (2023) e Paris (2024). Antes de representar os Emirados Árabes Unidos em 2023, competiu pela Mongólia até 2022.